# Internet en casa
El término Internet en Casa, también conocido como ADSM (ADSL Mobile) es utilizado por las compañías de telefonía móvil para ofrecer grandes paquetes de datos a usuarios en ubicaciones donde las compañías convencionales no ofrecen servicios, no obstante, puede ser instalado en cualquier parte siempre y cuando cuente con cobertura. En algunos países este servicio es relativamente nuevo y en México la compañía pionera de esta modalidad fue Telefónica, sin embargo, no tuvo mucho éxito debido a las limitantes de cobertura, precios y oferta. No fue sino hasta 2017 que el término comenzó a popularizarse.

## Funcionamiento

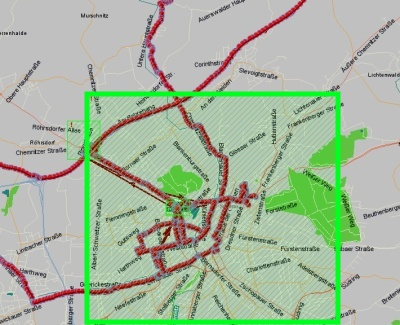
Ejemplo de una Geovalla delimitando un área determinada.

Esta modalidad difiere del internet satelital porque este último genera un enlace directo con el satélite (de ahí que el internet satelital es más robusto en cuanto costo se refiere), no obstante el internet en casa está basado en una red móvil, así que tiene comunicación con las torres de telefonía móvil. Además, está hecha para utilizarse en una sola ubicación, es decir, no es móvil. Y para controlar donde puede ser usado, las compañías usan la tecnología de geovallas, que fungen como delimitador para los módems y si acaso llegaran a salir de su área predeterminada, simplemente no van a funcionar.

## Características
Debido a que estos servicios se ofrecen mediante la red móvil de cada una de las empresas, obviamente tiene limitantes al ofrecer un buen servicio para todos. Es aquí donde se aplica la Política de uso Justo o FAP por sus siglas en inglés (Fair Access Policy), en donde al sobrepasar el límite de datos se reduce la velocidad de navegación del plan contratado.

### Pros
Cuenta con la gran ventaja de ser instalado donde sea siempre y cuando haya cobertura de parte de la empresa.

### Contras
El enlace que se genera es pesado, es decir, grandes cantidades de datos pasan por cada una de las señales de los usuarios y cuando hay demasiadas en determinada zona, los servidores pueden llegar a saturarse.